# سنت فرانسیس (آرکانزاس)
سنت فرانسیس (آرکانزاس) (به انگلیسی: St. Francis, Arkansas) یک شهر در ایالات متحده آمریکا با جمعیت ۲۵۰ نفر است که در آرکانزاس واقع شده‌است.